# Vanessa Ceruti
Vanessa Catalina Macarena Ceruti Vásquez (née le 11 mai 1986 à Santiago) est une mannequin, actrice chilienne et Miss Univers Chili 2011.